# Черньово
Черньо́во (болг. Черньово) — село в Софійській області Болгарії. Входить до складу общини Іхтіман.

## Населення
За даними перепису населення 2011 року у селі проживали 288 осіб, з них 265 осіб (99,6%) — болгари.
Розподіл населення за віком у 2011 році:
Динаміка населення: